# Living Dub Vol.5
Living Dub Vol.5 è un album di Burning Spear, pubblicato dalla Burning Music Records nel giugno del 2006. Il disco fu registrato al Grove Music Studio di Ocho Rios, Giamaica e remixato al Sterling Sound di New York, è la versione in dub dell'album Calling Rastafari pubblicato nel 1999.

## Tracce
Testi e musiche di Winston Rodney
1. Hit Dub – 4:52
2. Dub Liberty – 3:35
3. Security Dub – 4:48
4. Holy Dub – 4:18
5. Dub Jah – 4:37
6. Reggae Dub – 4:17
7. Dub Move – 4:40
8. Calling Dub – 4:02
9. Dub Me – 4:14
10. Vision Dub – 4:33
11. Dub Continent – 3:51
12. Want Me To – 4:56

## Musicisti
- Winston Rodney (Burning Spear) - voce, arrangiamenti, chitarra (gut strings), percussioni
- Ian Coleman - chitarra (gut strings), armonie vocali
- Lesline Kidd - chitarra (gut strings), armonie vocali
- Num-Heru-Ur Shutef - chitarra (gut strings), percussioni, armonie vocali
- Rochell Bradshaw - chitarra (gut strings), armonie vocali
- Carol Nelson - chitarra (gut strings), armonie vocali
- Wayne Arnold - chitarra
- Stephen Stewart - tastiere
- Clyde Cumming - sassofono alto
- Howard Messam - sassofono
- Chico Chin - tromba
- James Smith - tromba
- Micah Robinson - trombone
- Chris Meredith - basso
- Shawn Mark Dawson - batteria
- Uziah Sticky Thompson - percussioni
- Carol Passion Nelson - armonie vocali, coro
- Lesline Kidd - armonie vocali, coro
- Rochelle Bradshaw - armonie vocali, coro
- Yvonne Patrick - armonie vocali, coro
- Barry O'Hare - ingegnere del mixaggio
- Chris Gehringer - masterizzazione (New York Studio)[2]